# Gorstium
| ❮ | System    | Serie      | Stufe        | ≈ Alter (mya) |
| ❮ | später    | später     | später       | jünger        |
| - | --------- | ---------- | ------------ | ------------- |
| ❮ | S i l u r | Pridoli    | Pridolium    | 419,2 ⬍ 423   |
| ❮ | S i l u r | Ludlow     | Ludfordium   | 423 ⬍ 425,6   |
| ❮ | S i l u r | Ludlow     | Gorstium     | 425,6 ⬍ 427,4 |
| ❮ | S i l u r | Wenlock    | Homerium     | 427,4 ⬍ 430,5 |
| ❮ | S i l u r | Wenlock    | Sheinwoodium | 430,5 ⬍ 433,4 |
| ❮ | S i l u r | Llandovery | Telychium    | 433,4 ⬍ 438,5 |
| ❮ | S i l u r | Llandovery | Aeronium     | 438,5 ⬍ 440,8 |
| ❮ | S i l u r | Llandovery | Rhuddanium   | 440,8 ⬍ 443,4 |
| ❮ | früher    | früher     | früher       | älter         |

Das Gorstium ist in der Erdgeschichte die untere chronostratigraphische Stufe der Ludlow-Serie des Silur. In absoluten Zahlen ausgedrückt (geochronologisch) reicht die Stufe von etwa 427,4 bis etwa 425,6 Millionen Jahren. Die Stufe folgt auf das Homerium und wird vom Ludfordium abgelöst.

## Namensgebung und Geschichte
Die Stufe ist nach einem Bauernhaus namens Gorsty an der Straße von Ludlow nach Wigmore, ungefähr 4,5 km südwestlich von Ludlow (Shropshire, England) benannt. Der Name wurde von den englischen Geologen Charles H. Holland, James D. Lawson, Victor G. Walmsley und Dennis E. White 1980 vorgeschlagen.

## Definition und GSSP
Die Untergrenze der Stufe ist bisher nur ungenau bestimmt. Sie liegt etwas unterhalb der Basis der lokalen Leptobrachion longhopense-Acritarchenzone und wahrscheinlich auch nahe der Basis der Neodiversograptus nilssoni-Graptolithenzone. Auch die Obergrenze der Stufe ist bisher nur ungenau definiert; sie liegt nahe der Basis der Saetograptus leintwardinensis-Graptolithenzone. Als offizielles Referenzprofil (GSSP = „Global Stratotype Section and Point“) für das Gorstium wurde ein Profil im aufgelassenen Steinbruch „Pitch Coppice“, ungefähr 4,5 km südwestlich von Ludlow auf der Südseite der Straße von Ludlow nach Wigmore festgelegt.

## Untergliederung
Das Gorstium kann in drei Conodonten-Zonen und zwei Graptolithen-Zonen untergliedert werden, wobei eine Conodonten-Zone unbenannt geblieben ist und die obere Conodonten-Zone ist in die darauf folgende Stufe des Ludfordium hinein reicht.
Conodonten:
- Ancoradella ploeckensis-Zone (diese Zone reicht bis in die Ludfordium-Stufe hinein)
- unbenanntes Intervall
- Kockelella sauros-Zone

Graptolithen:
- Lobograptus scanicus-Zone
- Neodiversograptus nilssoni-Zone